# V petek so sporočili, da bo v nedeljo konec sveta
V petek so sporočili, da bo v nedeljo konec sveta je družbeni roman oz. literarna študija slovenskega pisatelja Nejca Gazvode, v katerem se prepletajo živahne in kaotične zgodbe protagonistov sredi dvajsetih, ki iščejo svoje mesto v utesnjenem svetu in stranske zgodbe ostalih malomeščanskih junakov. Gre  za tretji avtorjev roman, ki je izšel leta 2009 pri Študentski založbi. Izdan je bil s finančno podporo Javne agencije za knjigo RS. Deležen je bil kar nekaj kritik, v letu 2010 pa je bil tudi nominiran za nagrado kresnik.

## Vsebina
Roman je razdeljen na prolog, epilog in poglavja, ki se izmenično naslavljajo s številkami in naslovi. Prav tako vsebuje tudi spremno besedo Nataše Kramberger: Dolgometražna verižica in pajki na hajki.
Zgodba se začne v Ljubljani s protagonistom, ki ravnokar diplomira. Preostanek romana je postavljen v Novo mesto, čas ni natančno določen, vendar je po opisovanju moč predpostaviti, da je Gazvoda pisal, kot da se dogaja v realnem času, torej v letu, ko je bil roman napisan. Zgodbe literarnih likov so predstavljene skozi oči prvoosebnega pripovedovalca, ki se uteleša v njih. 
Glavni junak se po zaključku študija vrne domov k čudaškemu očetu in ugotovi, da se je mama odselila. Oče mu ne zna razložiti, kam je odšla, zato jo poišče in z njo kontaktira preko Facebooka. Skozi roman se srečamo z ostalimi literarnimi liki. Ti so večinama prijatelji in vrstniki protagonista (generacija Y), preostali pa so njegovi sosedje, saj živijo na ulici Ivana Modrasa, tako kot on. Ulica se izkaže za nenavadno, kaotično in tragično, saj imajo skoraj vsi njeni prebivalci hude travme iz otroštva. Poleg tega se sosed izkaže za morilca, drugi za ljubitelja pajkov, najstniška soseda ob večerih poplesuje gola pred oknom, druga soseda prešuštvuje, oče junaka je ujet v rutino streljanja gumijastih medvedkov, ... Vsak junak ima svoje strahove in usodo, v katero je ujet. 
Vrhunec roman doživi v svoji drugi polovici, ko nam postane jasen tudi pomen njegovega naslova. Junaki tako doživijo spremembo in dobijo voljo ter oporo za prihodnost.
Glavne značilnosti romana so kratke zgodbe literarnih junakov, pogosto obravnavane ekstremne teme, prisotnost nadnaravnega, ki se zrcali v pajkih, uporaba knjižnega in pogovornega jezika s kletvicami in predvsem problem izgubljenosti današnje generacije ter sodobnega sveta. 

## Osebe
Glavni junak je diplomant, bivši fant Petje in zdajšnji fant Neže, ki ima pomembno vlogo v drugi polovici romana. Živahno življenje v glavnem mestu ponovno zamenja za okolje svojega odraščanja. Z novimi izkušnjami se vrne domov k odtujenemu očetu.
Oče velja za čudaškega, saj v prostem času strelja gumijaste medvedke. Sinu se želi ponovno približati in ga hkrati preko sporočil na listkih spodbuditi k temu, da si najde službo in začne skrbeti sam zase.
Lado je junakov molčeči prijatelj. Njegovi odzivi so premišljeni in primerni situaciji.
Petja - junakovo bivše dekle in njegova občasna spolna prijateljica. Ima vlogo fatalne ženske, je dokaj zanesljiva oseba in vpliva na usodo svojega novega fanta Erika.
Robi - novi znanec junaka, znan kot stalni gost lokalne gostilne in pretepač. Kljub temu nudi junakom dobro oporo, ko pride do pomembnih odločitev.
Gregor - junakov sosed, poročen z Mojco, s katero imata hčerko Vesno. V svojem otroštvu je bil priča družinskemu nasilju (oče je pretepal mamo). Njegova sestra Gordana je žrtev podobnega nasilja, ki ga izvaja njen mož alkoholik - Klemen. Na prigovarjanje sestre, naj nekaj stori glede tega, se Gregor s pištolo odpelje do Klemnove hiše.
Breda - ostarela gospa, ki ima nadzor nad celotnim dogajanjem na ulici. Glavni junak in njegov oče ji nosita hrano. Rada se vtika v odnose in zadeve ostalih prebivalcev ulice in je tudi oseba, ki vpliva na usodo Gregorja in Irene, ki vara svojega moža.
Ostale osebe, ki se še pojavijo v knjigi so: Suzana in njen mož Borut, Dario, ki se videva s Suzanino prijateljico Tino in fantek Jani, ki ga zanemarjajo starši.

## Zbirka
Knjiga je izšla leta 2009 pod zbirko Beletrina, ki spodbuja predvsem inovativnost, svežino in prodornost del.

## Ocene in nagrade
Zaradi preskokov zgodb literarnih junakov oz. značilnega Gazvodinega sloga je romanu v začetku malo težje slediti, v nadaljevanju pa se zgodba zanimivo odvija in tudi bralec se navadi na uporabljeno naracijo.
Pohvaljena je bila pripovedna struktura knjige s posameznimi zgodbami, negativno pa izpostavljeni zgodbi: Irene, ki je preveč oddaljena od ostalih, da bi delovala vključena in Janija, ki po avtorjevem mnenju preveč spominja na že upodobljeno zgodbo junaka romana Alahu ni treba.
Izpostavljeni so bili tudi apeliranost na "širše gledano manifestacijo sodobnega slovenskega vsakdana" in uporaba melodramatike skozi dialoge, ki se prekinjajo s tišino prostora in nenavadnim dogajanjem ter zaokrožen, celovit pristop Gazvode, ki hkrati odraža močno generacijsko noto pisatelja.
Roman je bil leta 2010 nominiran za nagrado kresnik in se prebil v prvo deseterico.

## Izdaje
- Slovenska izdaja dela iz leta 2009 (COBISS)
- Slovenska elektronska izdaja dela iz leta 2012 (COBISS)